# Spargania semirubra
Spargania semirubra är en fjärilsart som beskrevs av W. Warren 1900. Spargania semirubra ingår i släktet Spargania och familjen mätare. Inga underarter finns listade i Catalogue of Life.